# داليا شوقي
داليا شوقي هي ممثلة مصرية وُلدت في 26 نوفمبر عام 1994 ودرست التسويق والمسرح في الجامعة الأمريكية بالقاهرة، وهي ابنة الممثّلة المصريّة منال الفطاطري وشقيقة الممثلة بسنت شوقي.

## مسيرتها الفنية
اهتمت داليا شوقي بالفن في سن مبكرة فدرست التسويق والمسرح بالجامعة الأمريكية بالقاهرة، وبدأت مشوارها الفني بالتمثيل على مسرح الجامعة أثناء فترة دراستها كما شاركت بالتمثيل في عدد من العروض المسرحية على مسرح الهناجر ومسرح الهوسابير مثل مسرحية «دقة بدقة» للأديب الإنجليزي شكسبير، ثُم أخذت تشق طريقها بعد تخرجها فشاركت في فيلم قصير بعنوان «مكتوب»، وفي عام 2018 بدأت مسيرتها الفنية الحقيقية حين شاركت في مسلسل كأنه امبارح، لتتوالى أعمالها الفنية بعد ذلك وتشارك في عدد من الأعمال السينمائية التليفزيونيّة كان من أبرزها فيلم توأم روحي ومُسلسل خارج السيطرة الذي عُرض على منصة شاهد في عام 2021، وهي المنصة الرقمية التابعة لشبكة قنوات إم بي سي، ومسلسل البحث عن عُلا الذي عُرض على منصّة نتفليكس في عام 2022.

## أعمالها

### الأفلام
- 5 جولات فيلم 2023.
- ميكروباص (فيلم قصير): صدر في عام 2022.[3]
- توأم روحي: صدر في عام 2020، وقامت فيه بدور هند.[4]
- مكتوب (فيلم قصير): صدر في عام 2018.

### المسلسلات
- أحلام سعيدة: صدر في عام 2022، وقامت فيه بدور نادين.[5]
- العائدون: صدر في عام 2022.
- البحث عن علا: صدر في عام 2022، وقامت فيه بدور أمنية.
- خارج السيطرة (حكاية فوبيا): صدر في عام 2021، وقامت فيه بدور سارة.
- النهاية: صدر في عام 2020، وقامت فيه بدور زينة.
- قوت القلوب: صدر في عام 2020، وقامت فيه بدور سحر.
- كأنه امبارح: صدر في عام 2018، وقامت فيه بدور ناهد رستم.

### المسرحيات
- كوكو شانيل: عُرضت في عام 2021، وقامت فيها بدور خطيبة كابيل.

## الجوائز والتكريمات
حصلت داليا شوقي على عدد من الجوائز والتكريمات كان من أهمها:
- جائزة لجنة التحكيم لأفضل فيلم قصير من مهرجان دي سي أفريكانو بإسبانيا عن الفيلم القصير «ميكروباص».[6]

## وصلات خارجية
- داليا شوقي على موقع IMDb (الإنجليزية)
- داليا شوقي على موقع قاعدة بيانات الأفلام العربية